# Pardosa hypocrita
Pardosa hypocrita là một loài nhện trong họ Lycosidae.
Loài này thuộc chi Pardosa. Pardosa hypocrita được Eugène Simon miêu tả năm 1882.